# Artabanes
Artabanes (altgriechisch Ἀρταβάνης, von alt-armenisch Արտաւան (Artawan), bl. 538–554) war ein oströmischer (byzantinischer) Heermeister (magister militum) armenischer Herkunft, der im Heer Justinians (Regentschaft 527–565) diente. Ursprünglich war er ein Rebell gegen die römische Herrschaft über Teile Armeniens, weshalb er zu den Sassaniden floh. Er kehrte jedoch bald zu den Oströmern zurück. Artabanes diente in der Prätorianerpräfektur von Africa, wo er sich mit der Tötung des Rebellen Guntarith und der Sicherung der römischen Herrschaft über die Provinz einen Ruf verdiente. Er wurde mit Justinians Nichte Praejecta verlobt, heiratete diese aber (angeblich) wegen des Widerstandes der Kaiserin Theodora nicht. Nachdem er nach Konstantinopel zurückgerufen worden war, beteiligte er sich an einer gescheiterten Verschwörung gegen Justinian im Jahr 548/549. Nach der Aufdeckung seiner Mittäterschaft wurde er trotzdem bald begnadigt und nach Italien geschickt, um im Gotenkrieg zu kämpfen, wo er zu einem entscheidenden oströmischen Sieg über die Merowinger in der Schlacht am Casilinus 554 beitrug.

## Frühe Jahre
Artabanes war ein Nachfahre der armenischen Arsakiden, die eine Seitenlinie der parthischen Arsakiden waren. Die Parther waren 226 in Persien von den Sassaniden entmachtet worden, doch die armenischen Arsakiden stellten noch bis 428 in Armenien die Könige. Ein Zweig dieser Linie herrschte im 6. Jahrhundert in einer Folge autonomer "Prinzentümer" am östlichen Rand des Oströmischen Reiches. Artabanes’ Vater hieß Johannes, sein Bruder trug ebenfalls diesen Namen.

## Revolte gegen das Oströmische Reich
In den Jahren 538–539 beteiligte sich Artabanes, der zu diesem Zeitpunkt offenbar noch ein sehr junger Mann war, an einer armenischen Verschwörung gegen Acacius, den römischen Statthalter der Provinz Armenia Prima, dessen überzogene Steuerforderungen und grausames Verhalten ihn in der Provinz unbeliebt gemacht hatten. Artabanes selbst tötete Acacius. Kurz darauf könnte Artabanes auch den oströmischen magister militum Sittas, welcher von Justinian entsandt worden war, die Rebellion zu unterdrücken, in einem Gefecht zwischen oströmischen und armenischen Truppen bei Oenochalacon getötet haben. Prokopios von Caesarea schildert zwei Versionen: Nach der einen tötete Artabanes Sittas, nach der anderen ein ansonsten unbekannter armenischer Soldat namens Solomon. Artabanes' Vater versuchte, ein Abkommen mit Sittas Nachfolger, Bouzes, zu erreichen, wurde von diesem aber ermordet. Diese Tat zwang Artabanes und seine Anhänger, die Hilfe des persischen Großkönigs Chosrau I. zu suchen. Nachdem sie in Persien angelangt waren, beteiligten sich Artabanes und seine Anhänger an Chosraus Feldzügen gegen die Oströmer.

## Rückkehr in oströmische Dienste
Um 544, vielleicht sogar schon 542, desertierten Artabanes, sein Bruder Johannes und mehrere andere Armenier zurück ins oströmische Lager. Grund dürfte die persische Expansionspolitik im Kaukasusraum gewesen sein, die die Sassaniden nun gefährlicher erscheinen ließ als die Römer.

### Dienst in Afrika

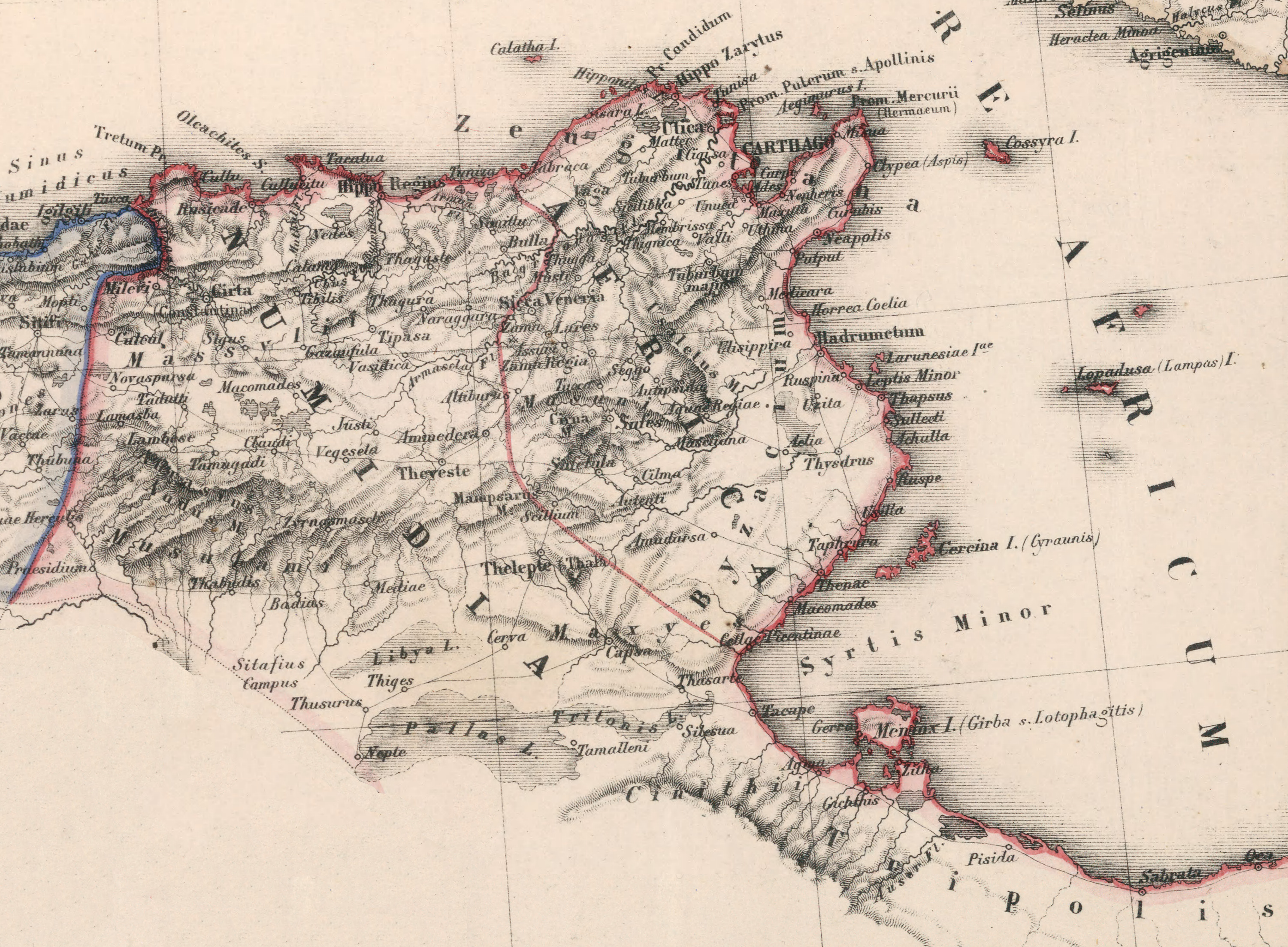
Das römische Afrika und seine Provinzen Byzacena, Zeugitana und Numidia.

545 wurden Artabanes und sein Bruder mit der Führung einer kleinen armenischen Einheit beauftragt und in die 534 neu eingerichtete Prätorianerpräfektur Africa entsandt. Dort waren die Oströmer in einen längeren Krieg mit maurischen Stämmen verwickelt. Kurz nach ihrer Ankunft starb Johannes in der Schlacht bei Sicca Veneria mit den Rebellentruppen des abtrünnigen Generals Stotzas. Artabanes und seine Truppen blieben während der Rebellion des dux Numidiae Guntarith dem magister militum Areobindus treu. Guntarith, der mit dem maurischen Fürsten Antalas verbündet war, marschierte auf Karthago und bemächtigte sich der Stadttore. Auf Drängen des Artabanes und anderer entschied sich Areobindus, den Rebellen in offener Feldschlacht entgegenzutreten. Beide Armeen schienen gleich stark, bis Areobindus in einem Anflug von Panik in ein nahes Kloster floh und Asyl suchte. Daraufhin flohen die Truppen, die ihm loyal gewesen waren, und Karthago fiel an Guntarith.
Areobindus wurde von Guntarith ermordet, Artabanes jedoch ließ sich von Guntarith eine Garantie seiner eigenen Sicherheit geben und trat dann in dessen Dienste. Insgeheim plante Artabanes allerdings eine Intrige gegen seinen neuen Herrn. Wenig später wurde er mit einer Strafexpedition gegen Antalas' Mauren betraut. Er marschierte zusammen mit einer verbündeten maurischen Hilfstruppe unter Kutzinas nach Süden. Antalas' Truppen flohen vor ihm, aber Artabanes verfolgte sie nicht und kehrte zurück. Prokopios zufolge überlegte er, nach Hadrumetum zu marschieren und die reichstreue Garnison der Stadt mit seinen Truppen zu verstärken, entschied sich dann aber, nach Karthago zurückzukehren und an seinem Plan zur Ermordung Guntariths festzuhalten.
Bei seiner Rückkehr nach Karthago rechtfertigte er seine Entscheidung zum Rückzug und wandte ein, dass das ganze Heer nötig gewesen wäre, um die Mauren zu schlagen. Er drängte Guntarith, selbst ins Feld zu ziehen. Zur selben Zeit verschwor er sich mit seinem Neffen Gregorius und einigen seiner armenischen Leibwachen, den Usurpator zu töten (obwohl Gorippus betont, der Prätorianerpräfekt Athanasius sei der Kopf der Verschwörung gewesen). Am Vorabend des Abzugs der Armee im Mai gab Guntarith ein Bankett. Er lud Artabanes und Athanasius ein, auf derselben Liege zu liegen wie er, was einer Auszeichnung gleichkam. Während des Festessens fielen die armenischen Leibwachen über Guntariths Schildwache her; Artabanes selbst verletzte Guntarith tödlich.
Diese im Jahr 546 erfolgte Tat bedeutete großen Ruhm und Ehren für ihn: Praejecta, die Witwe des Areobindus und Nichte Justinians, die Guntarith  hatte heiraten wollen, belohnte ihn reichlich, und der Kaiser ernannte ihn zum neuen magister militum von Africa. Obwohl er schon mit einer seiner Verwandten verheiratet war, verlobte sich Artabanes mit Praejecta. Er sandte eine entsprechende Botschaft nach Konstantinopel und bat den Kaiser, ihn von seinem Kommando zu entbinden, damit er Praejecta heiraten könne.

### Konstantinopel: Verschwörung gegen Justinian

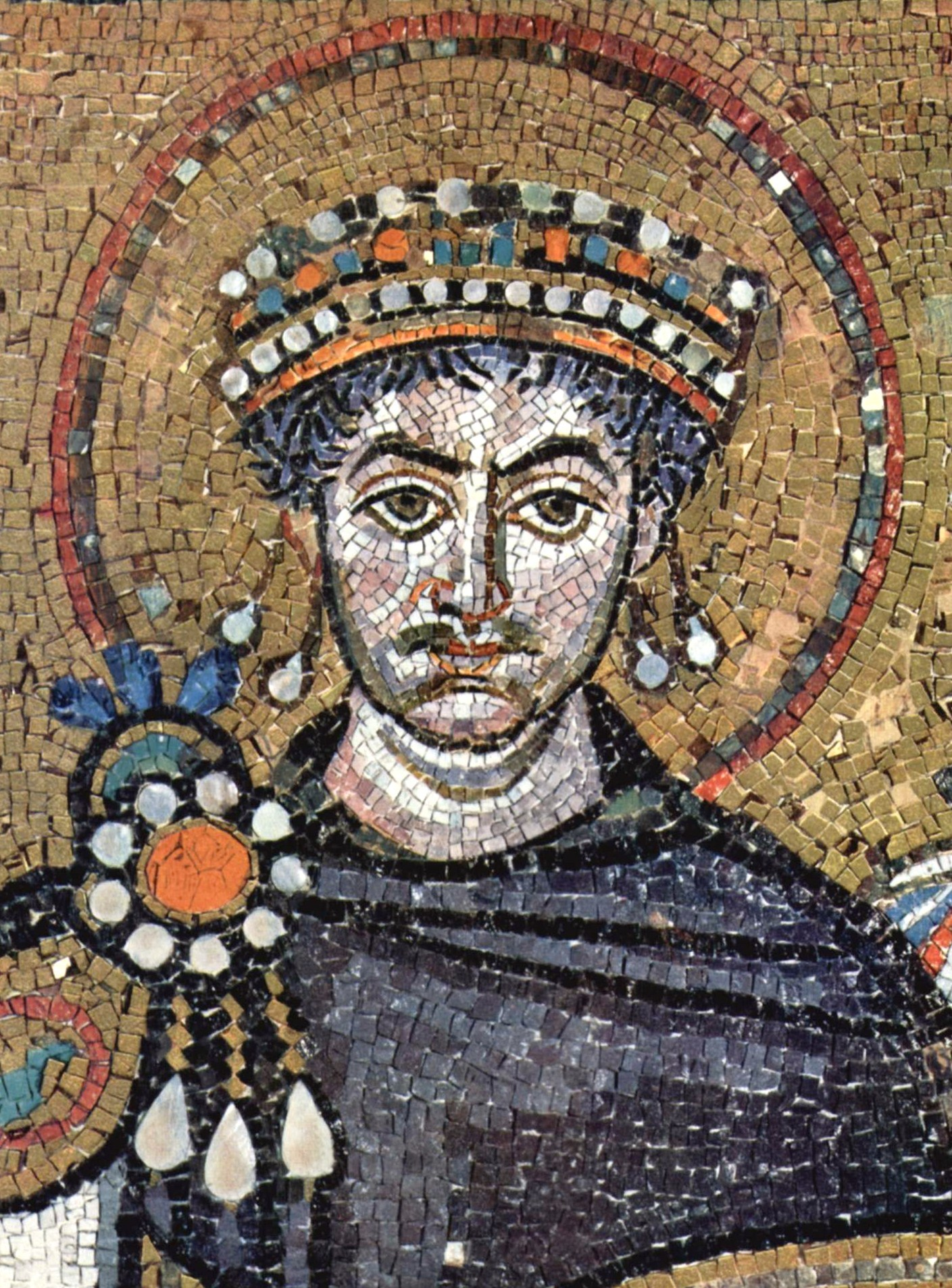
Kaiser Justinian (r. 527–565).

Wenig später wurde Artabanes tatsächlich nach Konstantinopel zurückgerufen, sein Nachfolger als Heermeister wurde Johannes Troglita. Von Justinian erhielt er zahlreiche Ehrbezeugungen, so wurde er zum magister militum praesentalis, comes foederatorum und Ehrenkonsul ernannt. Trotz dieser Auszeichnungen und seiner allgemeinen Beliebtheit gelang es ihm nicht, Praejecta zu heiraten: seine frühere Frau reiste in die Hauptstadt und trug ihren Fall der Kaiserin Theodora vor. Die Kaiserin nötigte Artabanes, seine erste Frau zu behalten, und es gelang dem Armenier erst nach dem Tod Theodoras 548, sich von ihr scheiden zu lassen. Zu diesem Zeitpunkt war Praejecta aber bereits wiederverheiratet worden.
Verärgert durch diese Angelegenheit, wurde Artabanes Teil einer Verschwörung, bekannt als "Armenischer Coup" oder "Verschwörung des Artabanes". Der wahre Hintermann war aber ein Verwandter des Artabanes, genannt Arsaces, der die Ermordung Justinians und die Erhebung dessen Cousins Germanus zum Kaiser plante. Die Verschwörer gingen davon aus, dass Germanus ihrem Plan zugetan sein würde, denn dieser war verärgert über Justinians Einmischung in den letzten Willen seines kürzlich verstorbenen Bruders Boraides, der ursprünglich Germanus, jetzt aber die Tochter des Boraides begünstigte. Die Verschwörer traten zuerst an Germanus' Sohn Justin heran und weihten ihn in die Verschwörung ein. Justin informierte aber sofort seinen Vater, welcher wiederum den comes excubitorum Marcellus benachrichtigte. Um mehr über ihre Pläne herauszufinden, traf sich Germanus persönlich mit den Verschwörern, während ein Diener des Marcellus aus der Nähe lauschte. Obwohl Marcellus zögerte, Justinian ohne weitere Beweise zu alarmieren, enthüllte er den Plan dem Kaiser. Justinian ordnete die Verhaftung und Befragung der Verschwörer an, ansonsten aber wurden die Verschwörer bemerkenswert nachsichtig behandelt. Artabanes wurde seiner Ämter enthoben und im kaiserlichen Palast unter Arrest gestellt, aber bald begnadigt. Offenbar mangelte es an Beweisen, denn wäre der Kaiser von der Schuld der Bezichtigten überzeugt gewesen, hätte er zweifellos weniger milde agiert.

### Dienst in Italien
Im Jahr 550 wurde Artabanes zum neuen magister militum per Thracias ernannt, um das Kommando des greisen Senators Liberius über eine Militäroperation auf Sizilien zu übernehmen, das kürzlich vom ostgotischen König Totila überrannt worden war. Artabanes gelang es nicht, die Truppen vor dem Aufbruch nach Sizilien zu erreichen, und seine eigene Flotte wurde von schweren Stürmen im Ionischen Meer festgehalten. Dennoch erreichte er schließlich Sizilien und übernahm das Kommando über die dort stationierten römischen Truppen. Er ließ die ostgotischen Garnisonen, die Totila auf der Insel zurückgelassen hatte, belagern und zwang sie schnell zur Aufgabe. Im Verlauf der nächsten beiden Jahre blieb er auf Sizilien. Prokopios zufolge schickten die Einwohner der auf dem italischen Festland gelegenen Stadt Kroton, die von den Goten belagert wurde, mehrfach nach Hilfe, aber Artabanes blieb untätig.
Im Jahr 553 setzte Artabanes nach Italien über und schloss sich der Armee des Narses als Unterfeldherr an. Unter dem Eindruck der fränkischen Invasion Italiens im Spätsommer 553 befahl Narses Artabanes und anderen Generälen, die Pässe der Apenninen zu besetzen und den feindlichen Vorstoß zu verlangsamen. Nachdem ein oströmisches Truppenkontingent bei Parma geschlagen worden war, zogen sich alle anderen Generäle nach Faventia zurück, bis ein Bote des Narses sie überzeugte, in die Gegend um Parma zurückzukehren. Im Jahr 554 wurde Artabanes in Pisaurum mit oströmischen und hunnischen Truppen stationiert. Bei Fanum überraschte er die fränkische Vorhut unter Leutharis, die gerade nach einem Plünderzug durch Süditalien auf dem Rückweg nach Gallien war. Die meisten Franken wurden getötet, und in der allgemeinen Aufregung gelang es den meisten Gefangenen zu entkommen. Artabanes versuchte nicht, Leutharis Hauptarmee anzugreifen, da sie der seinen zahlenmäßig weit überlegen war. Danach marschierte er nach Süden, schloss sich Narses Hauptarmee an und begleitete ihn auf dessen Feldzügen gegen den Franken Butilin. Beim entscheidenden oströmischen Sieg in der Schlacht am Casilinus befehligte er zusammen mit Valerianus die Kavallerie auf der linken oströmischen Flanke, die sich im Wald versteckt hielt, um nach Narses' Plan die Franken einzukreisen. Nach diesem Ereignis ist nichts mehr über Artabanes bekannt.